# Кинофестиваль в Жерармере 2005 года
XII Международный фестиваль фантастических фильмов в Жерармере (Festival de Gérardmer — Fantastic’Arts 11eme edition) проходил в департаменте Вогезы (Франция) с 26 января по 30 января 2005 года. Тема фестиваля этого года — «Состояние души».

## Жюри
- Барри Левинсон  — президент
- Амира Казар
- Марина де Ван
- Аньес Сорал
- Лоран Буник
- Эрик Лизо
- Джонатен Закари

## Лауреаты
- Гран-при — «Двуличие» (Trouble), США, 2004, режиссёр Гарри Клевен
- Приз жюри:
  - «Пила» (Saw), США, 2004, режиссёр Джеймс Ван
  - «Мучение» (Calvaire de Fabrice), Бельгия, Люксембург, Франция, 2004, режиссёр Фабрис дю Вельц
- Приз критики — «Мучение» (Calvaire de Fabrice), Бельгия, Люксембург, Франция, 2004, режиссёр Фабрис дю Вельц
- Приз «Première» —  (Calvaire de Fabrice), Бельгия, 2004, режиссёр Фабрис дю Вельц
- Приз зрительских симпатий «Mad Movies — Inédits Vidéo»  — «Зазеркалье» (Geoul Sokeuro aka Into the Mirror), Южная Корея, 2004, режиссёр Хо Ким Сеонг
- Приз молодёжного жюри — «Пила» (Saw), США, 2004, режиссёр Джеймс Ван
- Приз 13-й улицы — «Двуличие» (Trouble), США, 2004, режиссёр Гарри Клевен